# 版纳蛇根草
版纳蛇根草（学名：Ophiorrhiza hispidula）为茜草科蛇根草属的植物，为中国的特有植物。分布在马来半岛、孟加拉国、印度以及中国大陆的云南等地，一般生于密林中，目前尚未由人工引种栽培。